# 馬承學
馬承學（1502年—1561年），字弘道，直隸蘇州府吳縣人，太醫院醫籍，明朝政治人物。

## 生平
應天府鄉試第一百二十一名舉人。嘉靖十四年（1535年）中式乙未科會試第一百四十名，登第二甲第八十九名進士。

## 家族
曾祖馬昇；祖父馬瑢，旌表冠帶義夫；父馬驥，監生。母張氏。